# Mill Street-North Clover Street Historic District

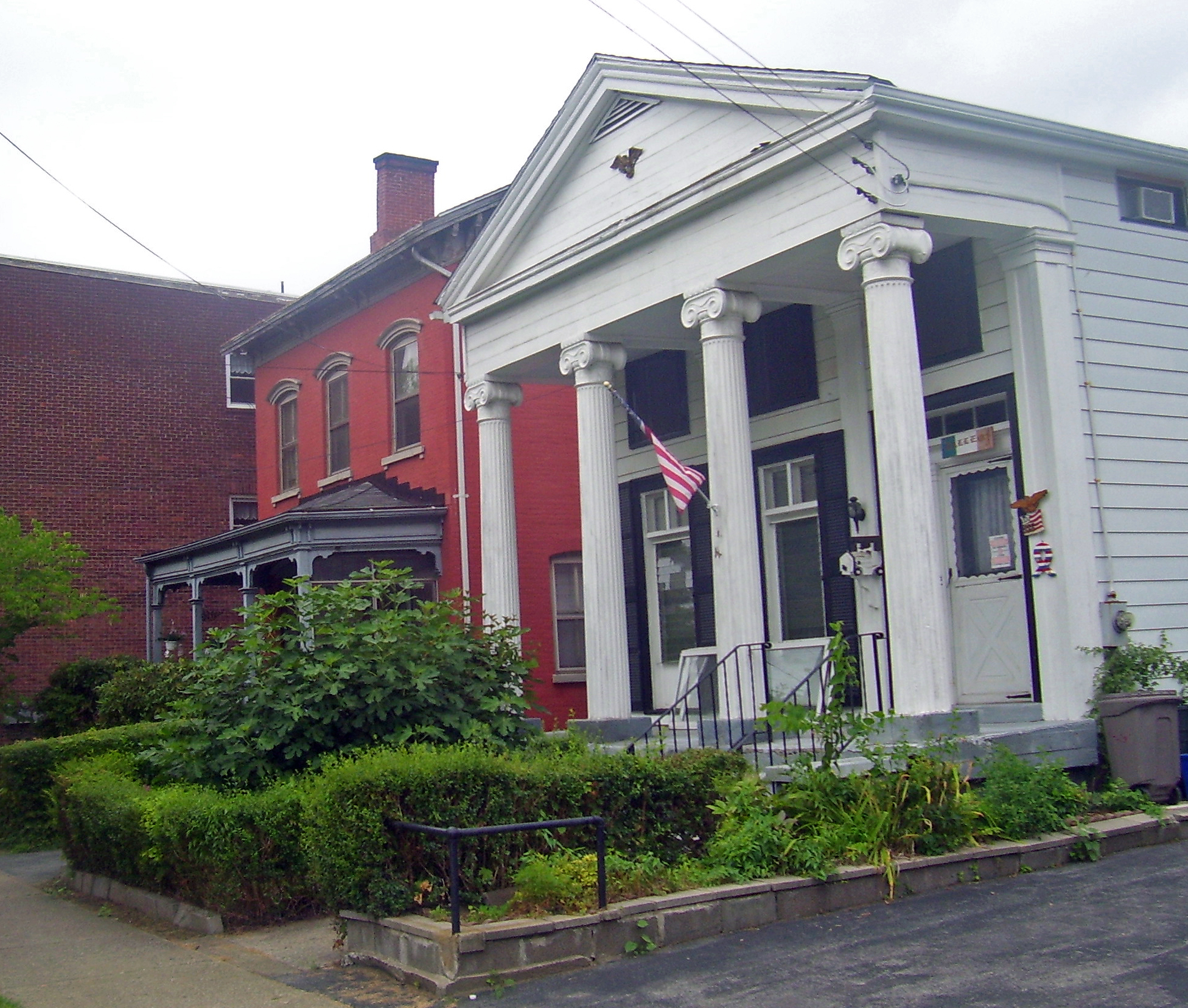
Häuser an der North Clover Street (2008)

Der Mill Street-North Clover Street Historic District ist ein Denkmalschutzbezirk zwischen Mill Street, Main Street und North Clover Street im Westen der City of Poughkeepsie, in New York, Vereinigte Staaten. Dabei handelt es sich um ein 10,8 Hektar großes Gebiet zwischen U.S. Highway 9 und der Downtown Poughkeepsies am Hochufer des Hudson Rivers. Innerhalb der Grenzen des Bezirks liegen 139 historische Gebäude und nur sehr wenige neue Bauten.
Der Bezirk wurde 1972 in das National Register of Historic Places eingetragen. Wie auch der weiter südlich liegende Union Street Historic District blieb dieses Stadtviertel seit dem 19. Jahrhundert unverändert, als es zu wachsen und sich zu entwickeln begann. Als der Bezirk in das Register eingetragen wurde, wurden in Poughkeepsie mehrere alte Stadtviertel abgerissen; dies war Teil eines Stadterneuerungsprogrammes. Dieser Historic District wurde gegründet, um die Gebäude erhalten zu können, die nicht abgerissen werden sollten. Zwei Blöcke mit historischen Gebäuden an Main und North Bridge Street wurden ursprünglich ausgespart, weil sie ebenfalls dem Erdboden gleichgemacht werden sollten. Diese Pläne ließ man fallen und die Grenzen des Bezirks wurden 1987 um diese Flächen erweitert.

## Geographie

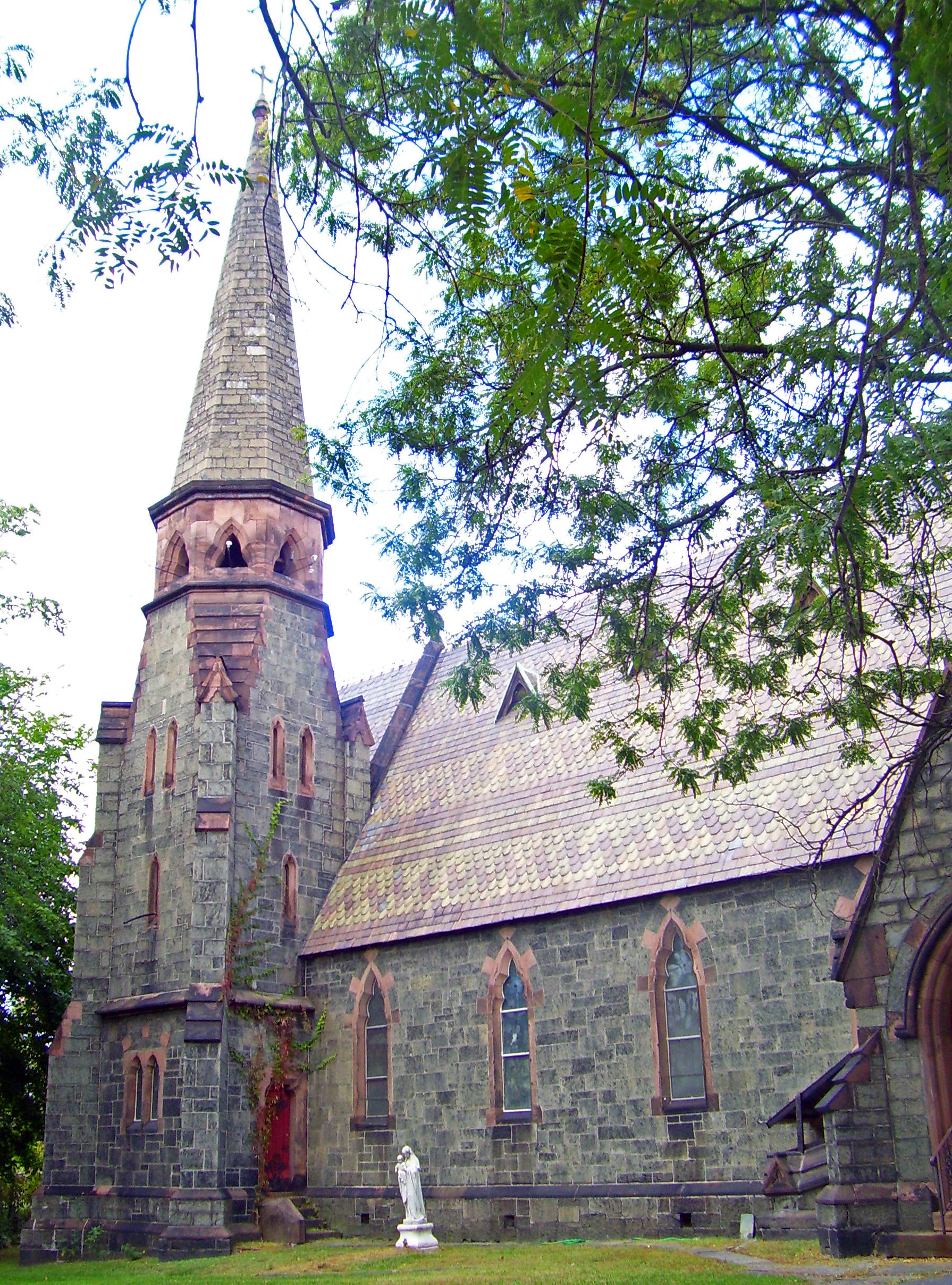
Church of the Holy Comforter

Der historische Distrikt hat eine Hufeisenform. Er berührt im Süden in zwei Bereichen die Main Street und seine beiden Teile sind an der Mill Street im Norden verbunden. Diese Begrenzung wurde zum großen Teil bereits festgelegt, als der Bezirk 1972 in das Register aufgenommen wurde.
Das Gelände steigt vom U.S. Highway 9 aus bis zum westlichen Rand des Zentrums von Poughkeepsie sanft an. Im Westen schließt der Bezirk die Church of the Holy Comforter und die Häuser am Davies Place direkt gegenüber ein, im Norden Wheaton Park. Alle Anwesen an der North Clover Street gehören ebenfalls dazu, mit Ausnahme der südwestlichen Ecke an der Kreuzung mit der Main Street. Die Häuser 105–115 Main Street im Osten gehören zur Erweiterung von 1987.
Im Norden verengt sich der Bezirk und besteht dort aus nur einem Anwesen auf der südlichen Seite der Mill Street, weitete sich nach der Kreuzung mit der North Perry Street jedoch wieder und schließt sogar einige Häuser an der Charles Street weiter nördlich ein. Zwei Blöcke der North Bridge Street liegen innerhalb der Begrenzung, ebenso kurze benachbarte Sektionen von Charles und Mansion Street. Südlich der Kreuzung befindet sich der andere später zum Distrikt hinzugefügte Bereich.
Die östliche Hälfte endet im Norden durch an der südlichen Straßenseite der Mansion Street und führt auf der Rückseite der Gebäude an der westlichen Seite der Washington Street zur Mill Street zurück. Dann schließt er diese Straßenseite bis zur Main Street ein. Die Main Street quert die Begrenzung des Bezirks beim Vassar Home for Aged Men und verläuft von dort an der Rückseite der östlichen Anliegergrundstücke zur North Bridge Street. Der größte Teil der Vassar Street und die Lafayette Street liegen innerhalb der Begrenzung.
Die meisten Gebäude im Historic District sind Wohngebäude, darunter sind ein paar Kirchen und andere institutionelle Bauten. Viele sind aus Backsteinen gebaut, oft im Stil des Second Empire, dessen Verwendung mit diesem Baumaterial sonst nicht verbreitet ist. Darunter gemengt sind Häuser im Federal Style und einige neoklassizistische Bauwerke, das bedeutendste davon ist die Second Baptist Church, Poughkeepsies einzige noch bestehende Kirche in diesem Stil.
Die einzigen gewerblich genutzten Bereiche des Bezirks liegen an der Main Street und der Kreuzung zwischen Mill und North Clover Street. Wheaton Park ist der größte Freiraum des Bezirks, der Abriss von Gebäuden in der Vergangenheit hat jedoch dazu geführt, dass einige Parzellen vakant sind.

## Geschichte
Baltus Van Kleeck, ein holländischer Siedler erbaute 1702 aus rohen Steinen das erste Haus in dem Gebiet, das sich später zur Stadt Poughkeepsie entwickelte. Es befand sich an einem Pfad, aus dem die Mill Street hervorging, in der Nähe der heutigen Kreuzung mit der Vassar Street. Mill Street war einer der ersten Wege, die von der Siedlung zum Flussufer führten. Dieser Weg wuchs zu einer dauerhaften Straße und die Besiedlung nahm zu. Der Bau der Hudson River Railroad, die westlich vorbeiführt, steigerte in den 1850er Jahren den Wohlstand der Bewohner dieses Stadtviertels, das sich Mitte des 19. Jahrhunderts zum Zentrum von Poughkeepsie entwickelt hatte. Alle historischen Gebäude des historischen Bezirks entstanden zwischen 1840 und 1875.
Matthew Vassar und seine Nachkommen haben diese Entwicklung wesentlich beeinflusst. Das Eigentum der Familie und ihr Wohnsitz gab der Vassar Street den Namen, wo sich der größte Teil des Familiengrundbesitzes befand. Sie rissen 1835 Van Kleecks Haus ein.
Da das Grundstück, auf dem sich die Second Baptist Church befand, im Eigentum dieser Familie stand, bezeichnete man diesen Bau auch als „Vassar Temple“ – begünstigt durch die Kolonnaden-Fassade und die Verwendung als Synagoge nach dem Sezessionskrieg. Die Neffen Vassars erbauten in den 1880er Jahren das eklektische Vassar Institute sowie das Vassar Home for Aged Men, wiederum auf Land, das der Familie gehörte und setzten damit die Traditionen der Familie im Bereich der Bildung und der Wohltaten fort.
Das Stadtviertel blieb einen großen Teil in das 20. Jahrhundert hinein weitgehend unverändert und wurde aufgrund des Einsatzes von örtlichen Denkmalschützern von Stadterneuerungsprogrammen verschont. Die Streichung von weiteren Erneuerungsplänen und der Verzicht auf den Abriss der alten Häuser führt schließlich 1987 zur Erweiterung des Historic Districts.

## Contributing Propertys mit eigenem Eintrag

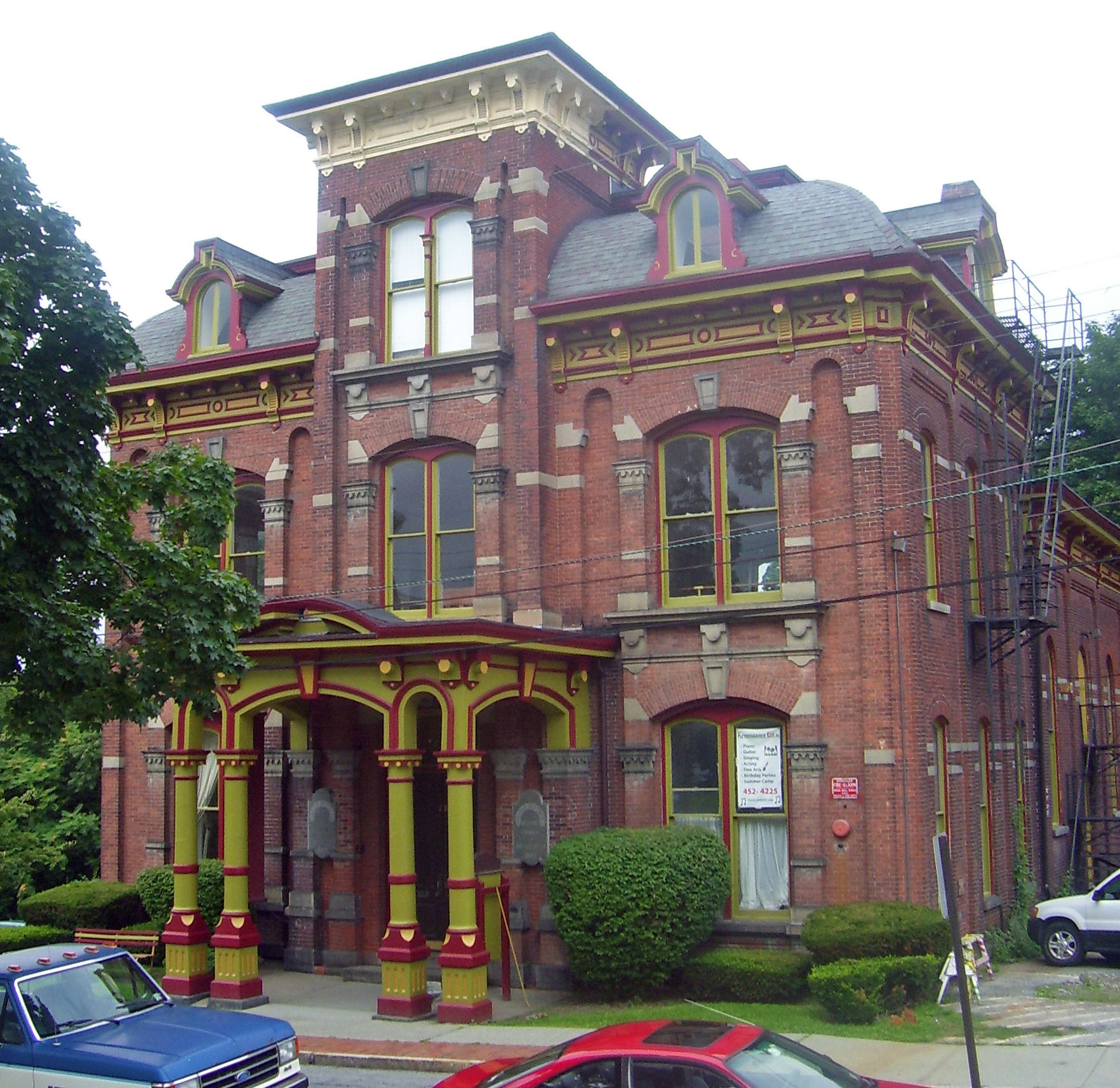
Vassar Institute

Fünf beitragende Bauwerke innerhalb der Grenzen des Distrikts wurden vor dessen Bildung separat in das National Register eingetragen:
- Church of the Holy Comforter: Die neugotische Kirche wurde 1860 am Davies Place erbaut. Ursprünglich war der von Richard Upjohn entworfene Bau eine episkopale Kirche, heute ist es eine anglo-katholische Kirche.
- Italian Center: Das viktorianische Backsteinhaus dient als Sitz einer italo-amerikanischen Vereinigung.
- Second Baptist Church: Die einzige noch bestehende neoklassizistische Kirche in der City an der Kreuzung von Vassar und Mill Street.
- Vassar Home for Aged Men: Das 1880 erbaute frühere Seniorenheim an der Kreuzung von Vassar und Main Street ist nun Sitz des Cunneen-Hackett Arts Centers und einiger örtlicher gemeinnütziger Einrichtungen.
- Vassar Institute: Der eklektische Backsteinbau von 1882 liegt gegenüber dem ehemaligen Seniorenheim und ist das Hauptgebäude des Arts Centers.